# Jacques Brinkman
Pour les articles homonymes, voir Brinkman.
Jacques Brinkman, né le 26 août 1966 à Duisbourg, est un joueur néerlandais de hockey sur gazon.
Il fait partie de l'équipe des Pays-Bas de hockey sur gazon médaillée de bronze aux Jeux olympiques d'été de 1988 à Séoul, quatrième des Jeux olympiques d'été de 1992 à Barcelone et championne olympique en 1996 à Atlanta et en 2000 à Sydney.